# 의정부교도소
의정부교도소(議政府矯導所)는 대한민국의 교도소이다. 경기도 의정부시 송산로 1111-76에 위치하고 있다.
의정부지방검찰청 및 고양지청(고양시,파주시),남양주지청(구리시,남양주시,가평군) 와
의정부지방법원 및 고양지원(고양시,파주시),남양주지원(구리시,남양주시,가평군)관할 사건의 수용자의 미결수용자들을 수용한다.
즉 한강 및 북한강 이북의 경기도와 철원군 지역의 사건의 미결 수용자들을 수용한다고 보면 된다.

## 역사
일제 강점기 말기인 1943년 3월에 경성형무소 의정부농장이 설치된 것이 연원이다. 1963년에 형무소가 교도소로 개편되면서 서울교도소 의정부지소로 개칭되었다. 1966년에는 의정부교도소로 승격했다. 현재의 위치로 이전한 것은 1982년이다.

## 기타
2007년에 대한민국 법무부와 인권실천시민연대가 징역 5년형 이하의 초범이 수용되는 의정부교도소에서 대한민국 최초로 '수용자를 위한 인문학 강좌'를 개최하였다.
1999년부터 외국어 특별반도 운영하고 있다. 전국의 교도소에서 외국어 시험을 거쳐 선발된 재소자들이 의정부교도소에서 영어와 일본어를 공부한다. 외국어반은 강제노역에서 제외되고 냉난방이 되는 강의실에서 온종일 교육을 받을 수 있을 뿐 아니라 교육생들끼리만 어울리는 특전을 받는다. 이들은 15평 남짓 강의실에서 월~금요일 오전 9시부터 오후 4시까지 교육을 받는다. 원어민 강사 5명과 대학교수 3명이 영어·일어 교육을 맡고 있다.

## 같이 보기
- 법무부
- 교정본부
- 서울지방교정청
- 경기도북부경찰청